# LeoVegas
LeoVegas è una società svedese di gioco on-line. Dal novembre 2017 è presente sul mercato italiano come LeoVegas.it e con il canale televisivo LeoVegas TV (non più attivo dal dicembre 2018). Fornisce servizi di scommesse online, e permette di giocare ad altri giochi quali casinò e video slot. La società LeoVegas Gaming Ltd. è un marchio della LeoVegas AB, società per azioni presente nei listini della borsa di Stoccolma e nell'indice Nasdaq.

## Storia
La compagnia è stata fondata nel 2011 da Gustav Hagman e Robin Ramm-Ericson, con l'obiettivo di creare un'azienda che aspirasse ad una posizione di leadership nel settore del gioco on-line da mobile.
Il 1º marzo 2017 LeoVegas ha acquisito il 100% di Winga srl, facendo il suo ingresso nel mercato italiano del gaming online. Dal 17 novembre 2017 è attiva la sezione italiana della piattaforma, accessibile tramite il sito  leovegas.it.
Il 27 ottobre 2017 il piano di espansione della compagna svedese all'interno dei mercati regolamentati del gioco d'azzardo è proseguito tramite l'acquisizione della compagnia inglese Royal Panda, per una cifra di 60 milioni di Euro.
Nel 2019 la compagnia, già presente in altri paesi europei quali Danimarca, Gran Bretagna e Germania, ha ottenuto la licenza per operare legalmente in Spagna, settimo mercato regolamentato in cui il bookmaker svedese potrà quindi essere presente.

## Sponsorizzazioni nello sport
Il 20 gennaio del 2017 Leovegas ha stipulato un contratto di sponsorizzazione triennale con la squadra di rugby inglese dei Leicester Tigers.
Nel giugno dello stesso anno, il programma di partnership è proseguito con un accordo un biennale con il club di Football League Championship (la seconda divisione del calcio inglese) del Brentford F.C., di cui la società è divenuta lo sponsor principale fino a tutta la stagione 2018-2019. Una settimana dopo un altro accordo di sponsorizzazione, questa volta triennale, è stato siglato con il Norwich City, militante nella stessa categoria.
Il 15 marzo 2022 la Roma ha annunciato la collaborazione con Leovegas.news, che è diventato il nuovo Infotainment Partner del Club. La partnership ha consentito a LeoVegas.News di beneficiare di una forte visibilità: il logo, infatti, è stato posizionato sui LED a bordo campo dello Stadio Olimpico durante le partite casalinghe dei giallorossi.
Il 4 febbraio 2023 ha stretto una partnership triennale con l'Inter, comparendo sulle divise di allenamento e nelle maglie pre-match della prima squadra maschile e di quella femminile in tutte le competizioni.  

## Premi e riconoscimenti
- 2013 - "Best Innovation in Casino of the Year", EGR Nordic Awards[12]
- 2014 - "Best Mobile Product of the Year", EGR Nordic Awards[13]
- 2015 - "Affiliate Program of the Year" & "Slots Operator of the Year", EGR Nordic Awards[14]
- 2015 - "Grand Prize Award", GP Bullhound Summit[15]
- 2016 - "Mobile Operator of the Year", "Casino Operator of the Year" & "Nordic Operator of the Year" EGR Nordic Awards[16]
- 2016 - "Online Casino Operator of the Year", International Gaming awards[17]
- 2016 - "Casino Operator of the Year", Gaming Intelligence Awards[18]
- 2016 - "The Best Mobile Marketing Campaign of the Year" & "Best CRM Campaign of the Year"[19]
- 2017 - "Online Casino Operator of the Year", International Gaming Awards[20]
- 2018 - "Nordics Operator of the Year", EGR Nordic Awards[21]
- 2018 - "Casino Operator of the Year", EGR Nordic Awards[21]
- 2018 - "Sports Betting Operator of the Year", EGR Nordic Awards[21]
- 2019 - "Casino Operator of the Year", SBC Awards[22]
- 2019 - "Innovation in Casino", SBC Awards[22]
- 2020 - "Online Gaming Operator of the Year", International gaming awards (IGA)[23]
- 2021 - "Online Gaming Operator of the Year", International gaming awards (IGA)[24]
- 2022 - "Online Gaming Operator of the Year", International gaming awards (IGA)[25]